# NEC Green Rockets Tokatsu
Maillots
Actualités
Dernière mise à jour : 10 février 2013.
NEC Green Rockets Tokatsu est un club japonais de rugby à XV basé à Abiko. Fondé en 1985, le club évolue en Top League.

## Historique
La structure amateur du club est créée en 1985 dans la région de Kanto. Avant la création de la ligue semi-professionnelle appelée Top League, l'équipe est connue sous le nom simple de NEC. NEC Green Rockets sont champions de la Top League pour la deuxième fois le 27 février 2005, en l'emportant sur Toyota Verblitz 17-13. Ils partagent le titre 6-6 avec les Toshiba Brave Lupus pour la finale de la 43e édition du championnat le 26 février 2006.
À la suite des réformes au sein du championnat japonais, le club change de nom pour 2022. Il devient les Green Rockets Tokatsu (du nom d'une région de la préfecture de Chiba), et conserve le naming de l'entreprise NEC. L'équipe évolue désormais au Kashiwanoha Stadium (en) de Kashiwa. Peu après l'annonce de son changement de structure, le club nomme Michael Cheika en tant que directeur du rugby. Celui-ci aura la charge de la professionnalisation de l'effectif, de la création de sections jeunes et féminines, ou des aspects commerciaux du club.

## Palmarès
- Vainqueur de la Top League en 2005 et 2006

## Personnalités du club

### Joueurs actuels
- Yu Tamura
- Scott Higginbotham
- Sam Norton-Knight

### Anciens joueurs
- John Kirwan
- Takuro Miuchi, capitaine de NEC et du Japon
- Takashi Tsuji
- Jaco van der Westhuyzen, premier springbok à évoluer en Top League de 2004-2005 à 2009-2010
- Nemani Nadolo
- George Konia
- Glen Marsh